# آولت فیلد، واشینگتن
آولت فیلد (به انگلیسی: Whidbey Island Station) یک منطقهٔ مسکونی در ایالات متحده آمریکا است که در شهرستان آیلند، واشینگتن واقع شده‌است. آولت فیلد ۱۷٫۱۹ کیلومتر مربع مساحت و ۱٬۵۴۱ نفر جمعیت دارد و ۳٫۰۵ متر بالاتر از سطح دریا واقع شده‌است.